# Vipera ammodytes
La víbora del cuerno o víbora de arena (Vipera ammodytes) es una especie de serpiente de la familia Viperidae. Se encuentra en el norte de Italia, en los Balcanes y en lugares del Oriente Medio. Es considerada la más peligrosa de las víboras venenosas europeas, en consideración de su tamaño, largos colmillos (más de 13 mm) y alta toxicidad. Su nombre científico se deriva del griego ammos "arena" y dutes "excavador", que no es la mejor descripción para un animal que en realidad prefiere vivir entre las rocas. Cinco subespecies son reconocidas actualmente.

## Descripción
Crece hasta una longitud de 95 cm, pero la talla depende mucho de las diferentes razas y subespecies. Según Strugariu (2006), algunas fluctúan entre los 50 y 70 cm de largo y otras superan 1 m.
La cabeza está cubierta de pequeñas escamas irregulares, que son lisas o sólo débilmente levantadas, con excepción del par de grandes escamas supraoculares que se extienden más allá del margen posterior del ojo. 10 a 13 escamas pequeñas bordean el ojo y dos hileras separan el ojo de las escamas supralabiales. La escama nasal es larga, única (rara vez divida) y separada de la escama rostral por una escama nasorrostral. La escama rostral es más ancha que larga.

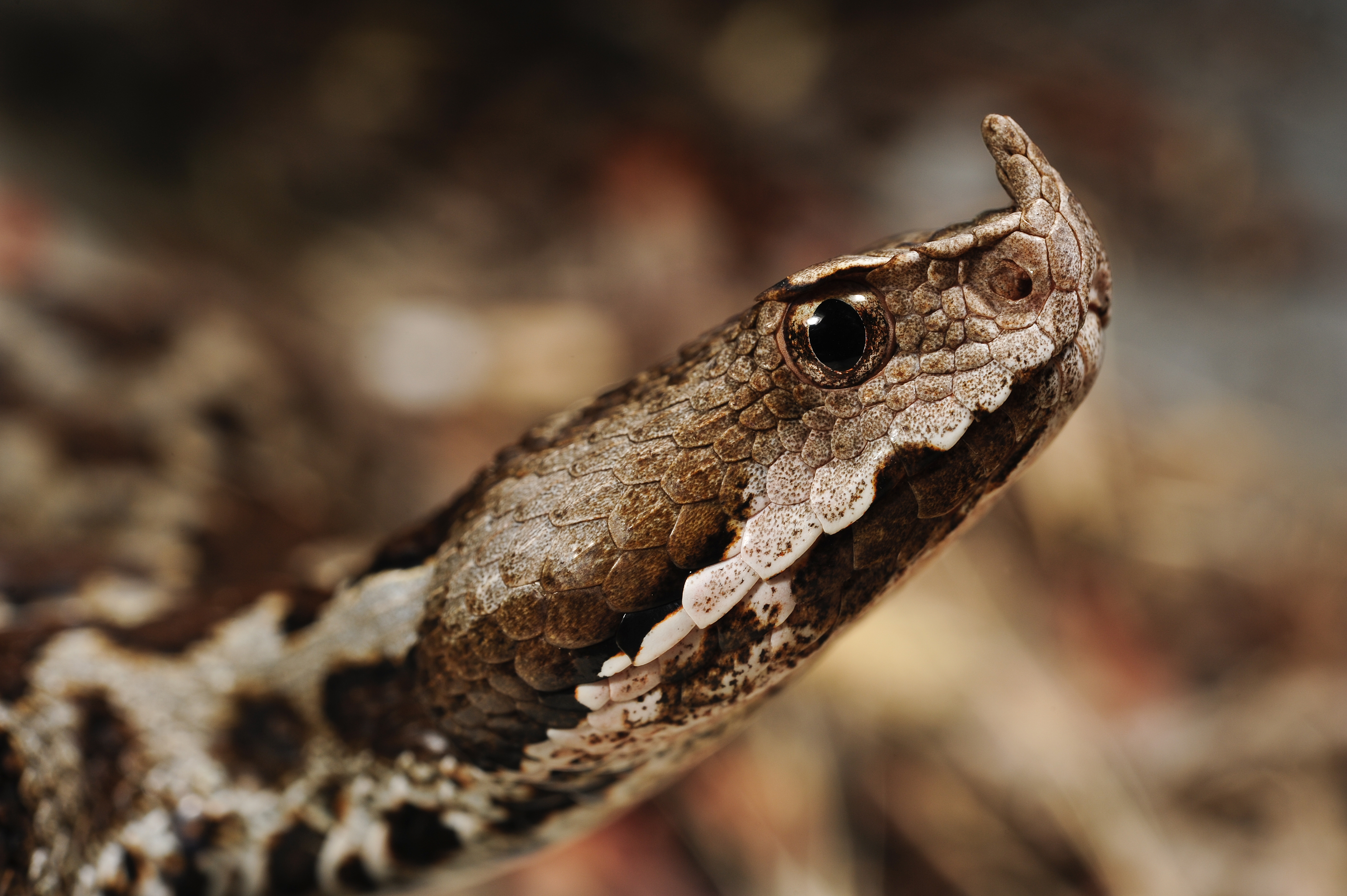
Cabeza de víbora cornuda.

Su característica más notable es un "cuerno" sobre el hocico, que consta de 9 a 17 escamas agrupadas en 2 (a veces 4) hileras transversales. Crece hasta 5 mm y es suave y flexible. En las subespecies sureñas este cuerno se eleva verticalmente, mientras en V. a. ammodytes se proyecta diagonalmente.
Las escamas dorsales son fuertemente rugosas, en 21 a 25 hileras. Las escamas ventrales en cambio, son suaves. Los machos tienen de 133 a 161 escamas ventrales y 27 a 46 pares de escamas subcaudales. Las hembras tienen 135 a 164 y 24 a 38 respectivamente. La escama anal es única.
El patrón de color es diferente para machos y hembras. En los machos, la cabeza es de un castaño obscuro irregular, gris obscuro o de marcas negras. Una gruesa franja negra corre desde detrás del ojo hasta detrás del ángulo de la mandíbula. La lengua es generalmente negra y el iris es dorado o cúpreo. Tienen una mancha oscura característica, una marca en forma de V en la parte posterior de la cabeza, que conecta a menudo con un zigzag dorsal. El color ventral de los machos varía e incluye diferentes tonos de gris: amarillentos o rosáceos o castaños amarillentos. El zigzag dorsal es gris obscuro o negro, con un borde más obscuro. Hay una fila de manchas obscuras y amarillentas a cada lado, a veces unida a una banda ondulada.
El patrón de color de las hembras se caracteriza por un menor contraste. Carecen generalmente la mancha oscura o marca en forma de V en la parte posterior de la cabeza. El color ventral es variable y tiende hacia castaños y bronceados, tales como el marrón grisáceo, castaño rojizo, cobre, "crema sucia", y rojo ladrillo. El zigzag dorsal es una sombra parda.
Ambos sexos tienen una raya dorsal fijada contra un fondo más claro. Este patrón está frecuentemente fragmentado. El color del vientre varía y puede ser marrón, o rosáceo grisáceo, amarillento, "nublado" con puntos oscuros; a veces es negro o gris azulado manchas blancas o bordeadas de blanco. La quijada es más clara que el vientre. El extremo de la cola puede ser amarillo, anaranjado, rojizo o verde. MEl melanismo es raro. Los patrones juveniles de color son parecidos a los de los adultos.

## Hábitat

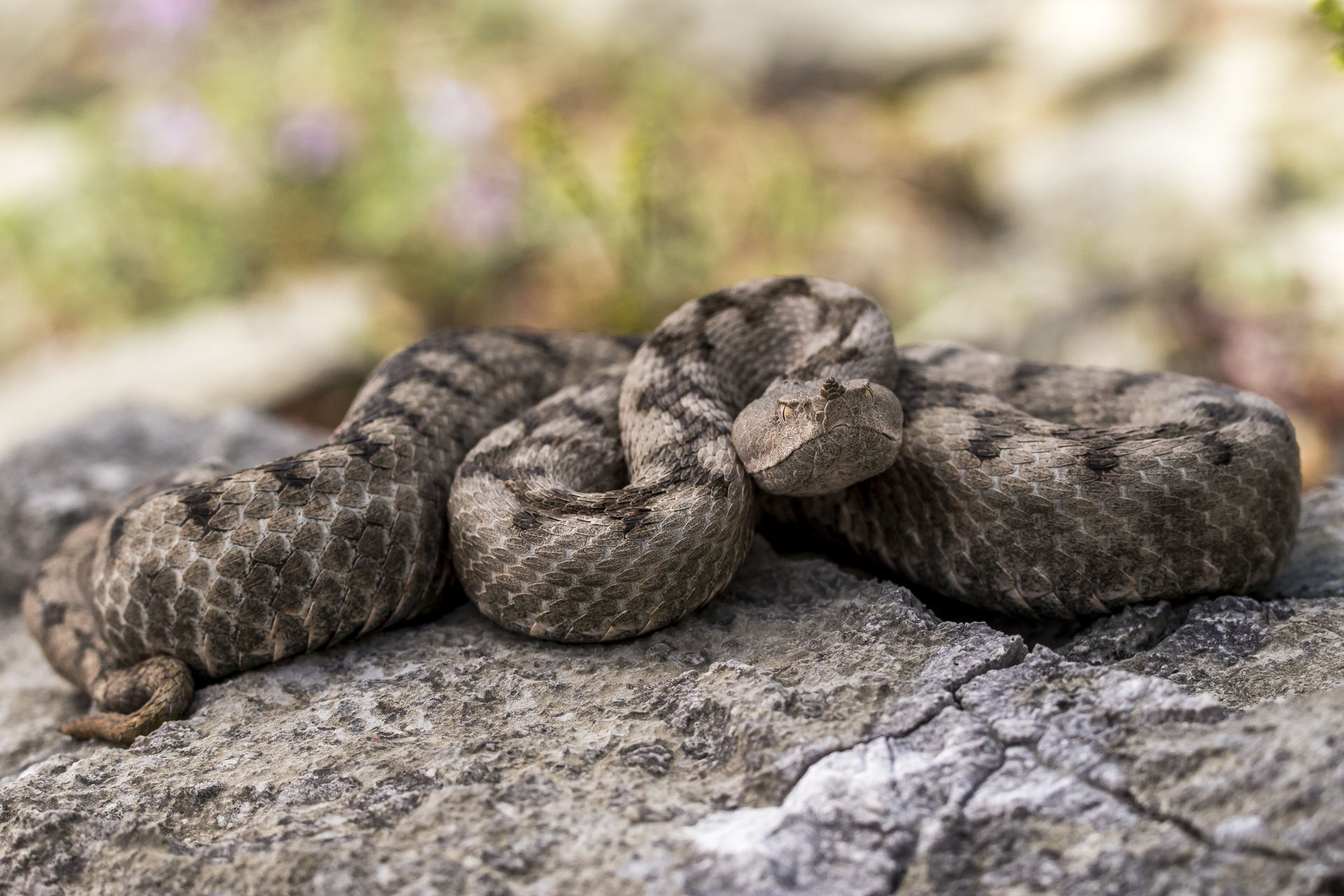
Vipera Ammodytes en el parque de los Dolomitas de Friul

Vive principalmente en colinas o laderas secas y rocosas, con escasa vegetación, a menos de 2.000 m s. n. m. No está asociada con bosques. A veces se halla en áreas de habitación humana, tales como vías de ferrocarril o cultivos, especialmente viñedos, cuando hay escombros o paredes de piedra.

### Ubicación geográfica
Nororiente de Italia, sur de Eslovaquia, occidente de Hungría, Eslovenia, Croacia, Bosnia-Herzegovina, Serbia, Montenegro, Albania, Macedonia del Norte, Grecia, Rumania, Bulgaria, Turquía, Georgia y Siria. Mertens & Wermuth (1960) también mencionan Austria.

### Estatus de Conservación
Esta especie está listada como estrictamente protegida (Apéndice II) bajo la Convención de Berna.

## Comportamiento
No tiene una hora preferencial para su actividad aunque en tierras más altas es más frecuentemente activa en el día y en las tierras bajas incrementa su actividad nocturna cuando la temperatura se eleva.
A pesar de su reputación feroz, esta especie es generalmente letárgica, y no siempre agresiva y no ataca sin provocación previa. Al ser sorpendidas pueden reaccionar de diferentes formas: silbando fuertemente, permaneciendo inmóviles, huyendo o mordiendo. Hiberna en el invierno durante 2 a 6 meses dependiendo de las condiciones ambientales.

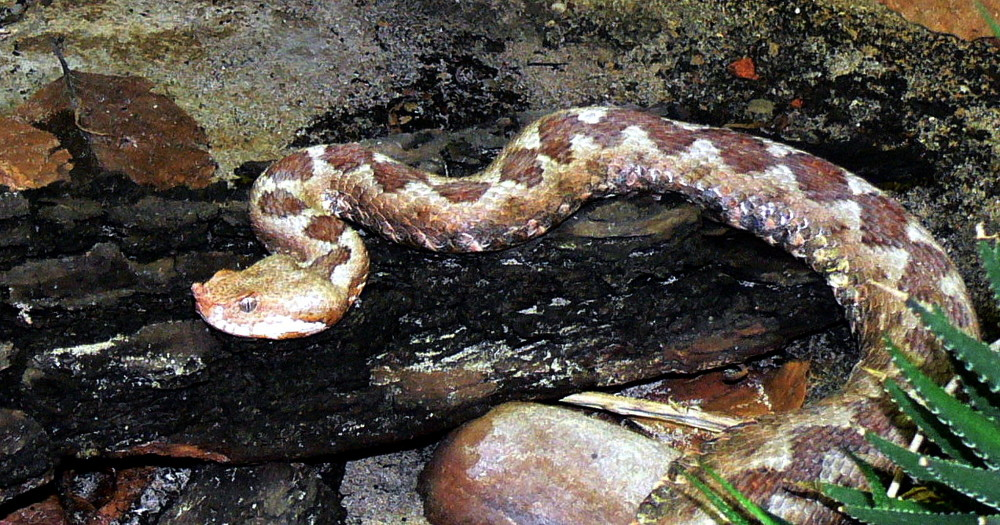
V. ammodytes

### Alimentación
Come preferencialmente mamíferos y pájaros pequeños. Los especímenes juveniles prefieren lagartos. El comportamiento durante la alimentación depende del tamaño de la presa. Las grandes son mordidas, soltadas, rastreadas, atrapadas y tragadas, mientras que las presas más pequeña se tragan sin usar veneno. Ocasionalmente devoran otras serpientes. también hay reportes de canibalismo.

### Reproducción
Antes del apareamiento los machos realizan una danza de combate, similar a la de otras víboras. El apareamiento ocurre en primavera (abril a mayo) La especie es vivípara y nacen hasta 20 ejemplares vivos entre agosto y octubre, con una talla de 14 a 24 cm de largo.

### Cautividad
A menudo ha sido mantenida en cautividad con éxito. Tolera cautiverio mucho mejor que otras víboras europeas, alimentándose fácilmente Sin embargo, a pesar de que gran parte del tiempo puede estar apacible, es muy riesgoso manipularle, son fuertes y pueden dar un tirón inesperado y morder.

### Veneno

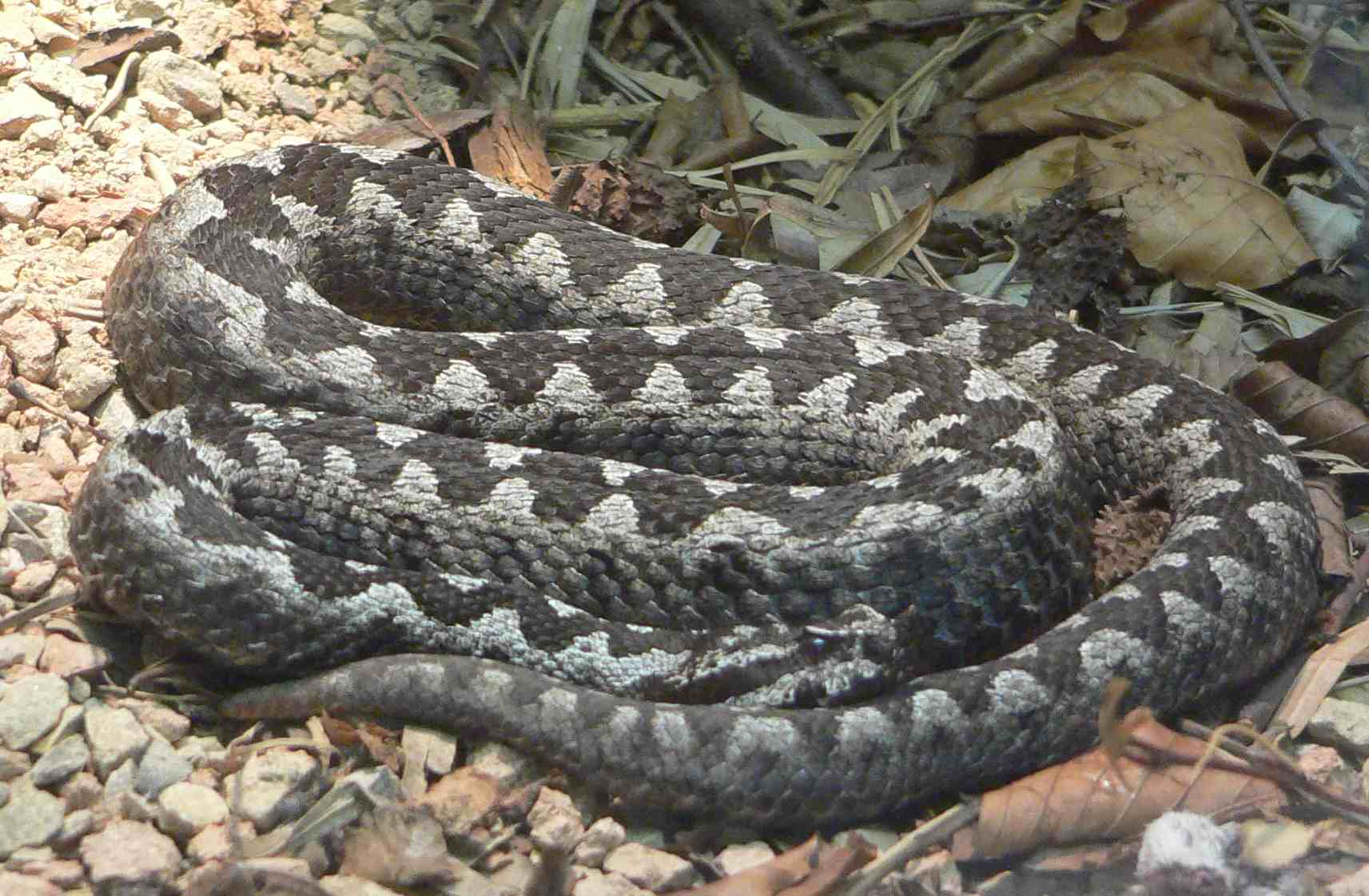
Hembra de Vipera ammodytes.

Es la serpiente de mayor peligro en Europa. En algunas áreas, es por lo menos un riesgo médico significativo; en el pasado las mordeduras eran relativamente frecuentes en los Balcanes porque los campesinos tenían el hábito de caminar descalzos.
El veneno puede ser muy tóxico, pero varía según la época y las diversas poblaciones. Brown (1973) da un LD50 para ratones, de 1.2 mg/kg IV, 1.5 mg/kg IP y 2.0 mg/kg SC. Novak et al. (1973) da gamas de 0.44-0.82 mg/kg y IV and 0.19-0.64 mg/kg IP. Minton (1974) registra 6.6 mg/kg SC.
El veneno tiene componentes, tanto proteolíticos como neurotóxicos, y contiene hemotoxinas con propiedades coagulantes de la sangre, similares a las de los venenos de los crotalidos. Otra propiedades incluyen efectos anticoagulantes, hemoconcentración y hemorragias. Las mordeduras provocan los síntomas típicos del envenenamiento por víboras, tales como dolor, hinchazón y decoloración, que pueden ser inmediatos. Hay también informes sobre vértigos y comezón.
Los seres humanos son afectados rápidamente por este veneno, al igual que los ratones y los pájaros. Los lagartos se afectan menos, mientras que los anfibios pueden incluso sobrevivir una mordedura. Las serpientes europeas, tales como Coronella' y Natrix, son posiblemente inmunes.
V. ammodytes es criada con el fin de obtener el veneno usado en la fabricación de antídotos, para la mordedura de diferentes víboras europeas.

## Subspecies
| Subespecies           | Autoridad       | Nombre común    | Ubicación |
| --------------------- | --------------- | --------------- | --- |
| V. a. ammodytes       | Linnaeus, 1758  | Occidental      | Austria (Estiria, Carintia), norte de Italia, Eslovenia, Croacia, Bosnia-Herzegovina, Macedonia del Norte, Albania, suroeste de Rumania, noroeste de Bulgaria |
| V. a. gregorwallneri  | Sochurek, 1974  |                 | Austria, antigua Yugoslavia |
| V. a. meridionalis    | Boulenger, 1903 | Oriental        | Grecia, Corfú y otras islas, Tracia turca |
| V. a. montandoni      | Boulenger, 1904 | Transdanubiana  | Bulgaria, sur de Rumania |
| V. a. transcaucasiana | Boulenger, 1913 | Transcaucasiana | Georgia, Turquía |

### Origen de la taxonomía
Esta especie fue descrita originalmente por Carolus Linnaeus en Systema Naturae, en 1758. Posteriormente, Boulenger describió varias subespecies, al comienzo del siglo XX. Sin embargo, hay distintas taxonomías alternativas. Una subespecie adicional que se puede encontrar en la literatura es V. a. ruffoi (Bruno, 1968), encontrada en los Alpes italianos. Muchos consideran que las ruffoi y gregorwalineri' son sinónimos de V. a. ammodytes y el la V. transcaucasianadebe ser clasificada como especie diferente.